# خطوط جيت بلو الجوية
خطوط جيت بلو الجوية (ناسداك : JBLU) هي شركة طيران أمريكية منخفضة التكاليف. ويقع مقر الشركة في حي فوريست هيلز في ضاحية كوينز بمدينة نيويورك. يقع مقر عملياتها الرئيسي في مطار جون إف كينيدي الدولي.
وتخدم أساسا الوجهات في الولايات المتحدة، جنبا إلى جنب مع الرحلات الجوية إلى كندا وأمريكا الوسطى والجنوبية بما في ذلك منطقة بحر الكاريبي بالإضافة إلى أوروبا. تخدم من خلالها أكثر من 100 وجهة.

تأسست الشركة الأم جيت بلو في ولاية ديلاوير في أغسطس 1998. في حين قام ديفيد نيليمان بإطلاق شركة الخطوط الجوية في فبراير 1999، تحت اسم نيو إير NewAir. عن طريق اتباع نهج السفر منخفض التكلفة، لكنه سعى إلى تمييز الشركة من خلال توفير وسائل الراحة، مثل الترفيه على متن الطائرة، والتلفزيون على كل مقعد وراديو الأقمار الصناعية.
منحت صلاحية الهبوط في مطار جون ف كنيدي الدولي في سبتمبر 1999، وحصلت على الترخيص الرسمي في الولايات المتحدة في فبراير 2000. وبدأت العمليات في 11 فبراير 2000.

## الوجهات
اعتبارًا من نوفمبر 2021، تطير خطوط جيت بلو إلى 104 وجهة في الأمريكتين، معظمها في الولايات المتحدة ومنطقة البحر الكاريبي، ومجموعة أصغر من الوجهات في أجزاء من أمريكا الوسطى والجنوبية، ووجهتين في أوروبا.

### اتفاقية الرمز المشترك
لدى خطوط جيت بلو اتفاقية الرمز المشترك مع شركات الطيران التالية:
- أير لينغس
- الخطوط الجوية الأمريكية[9]
- أزول البرازيل
- Cape Air
- إل عال
- الاتحاد للطيران[10]
- JSX[11]
- خطوط هاواي الجوية
- طيران آيسلندا
- خطوط لوت الجوية البولندية[12]
- Porter Airlines
- Seaborne Airlines
- Silver Airways
- خطوط جنوب إفريقيا الجوية
- الخطوط الجوية القطرية[13]
- الخطوط الملكية المغربية
- الخطوط الجوية التركية[14]

## الأسطول

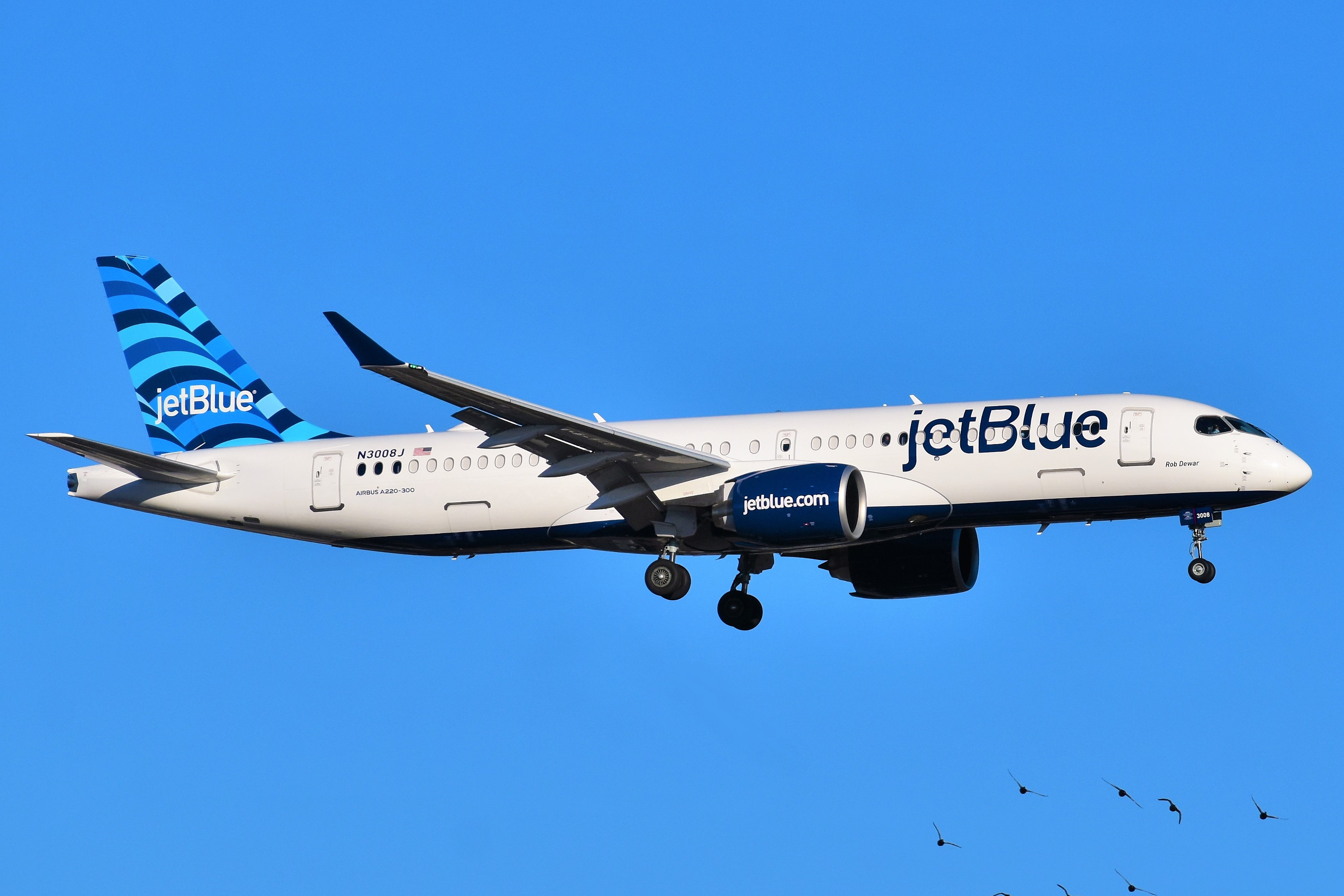
JetBlue Airbus A220-300

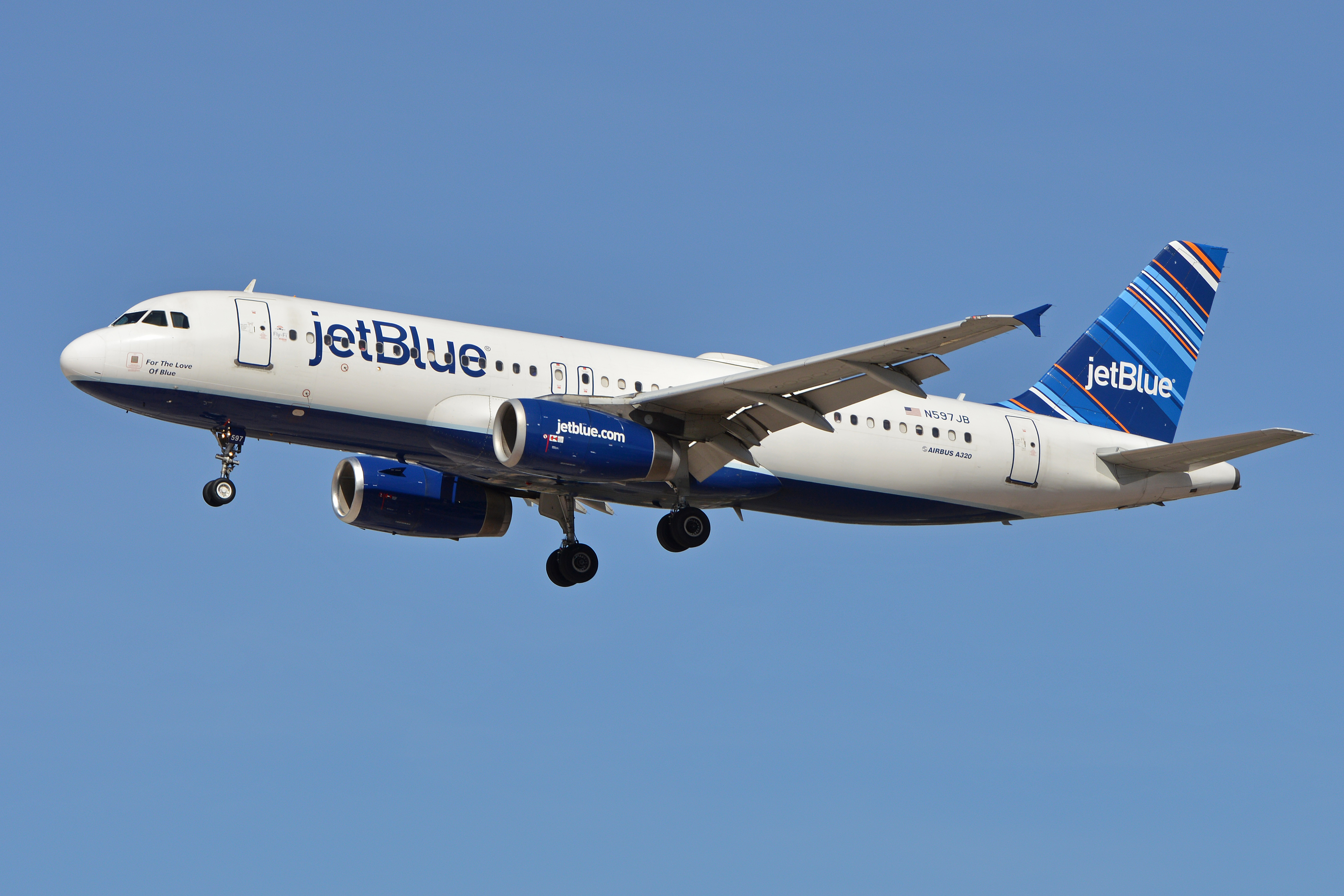
طائرة إيرباص إيه 320 تابعة لجيت بلو

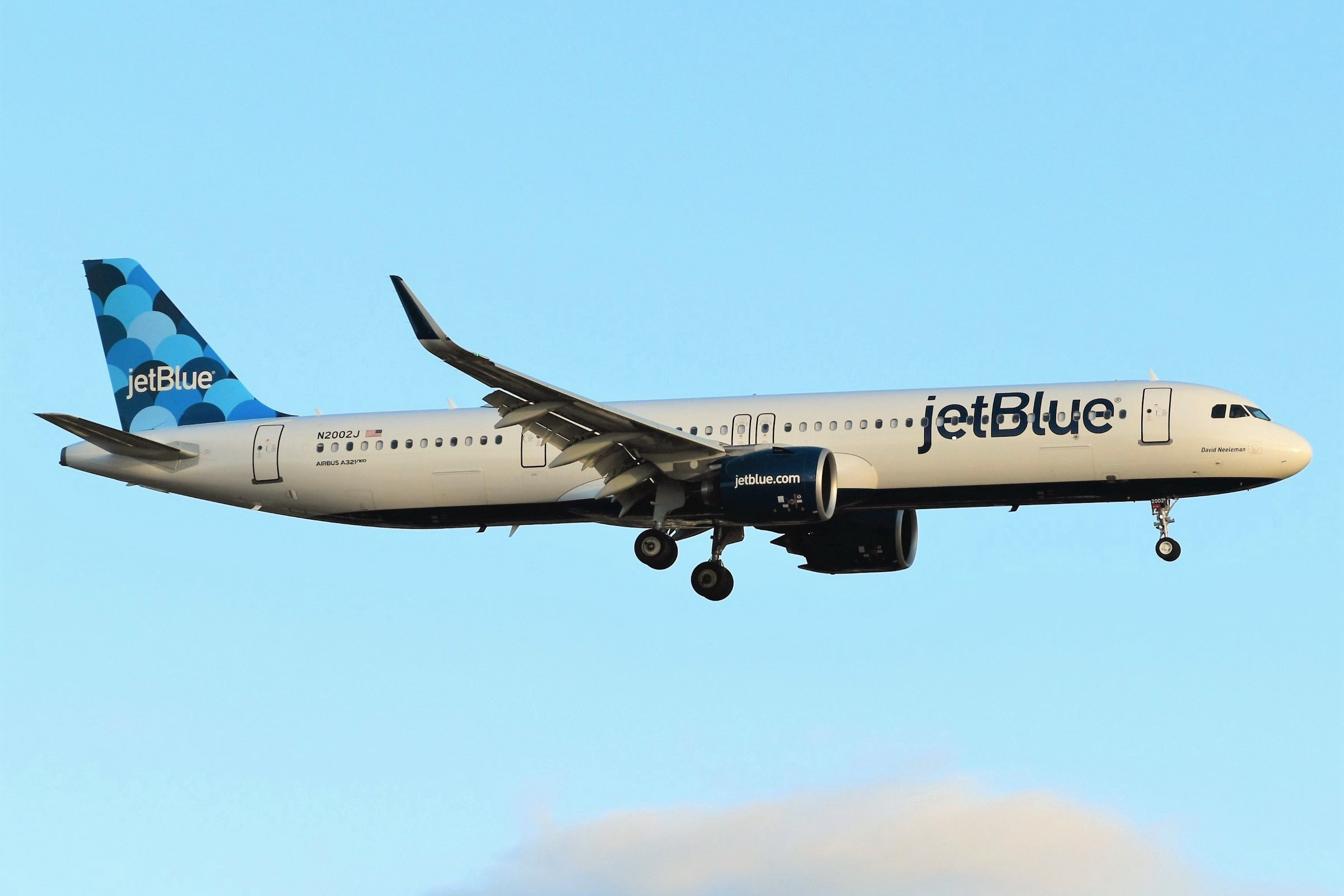
طائرة إيرباص إيه 321 نيو تابعة لجيت بلو

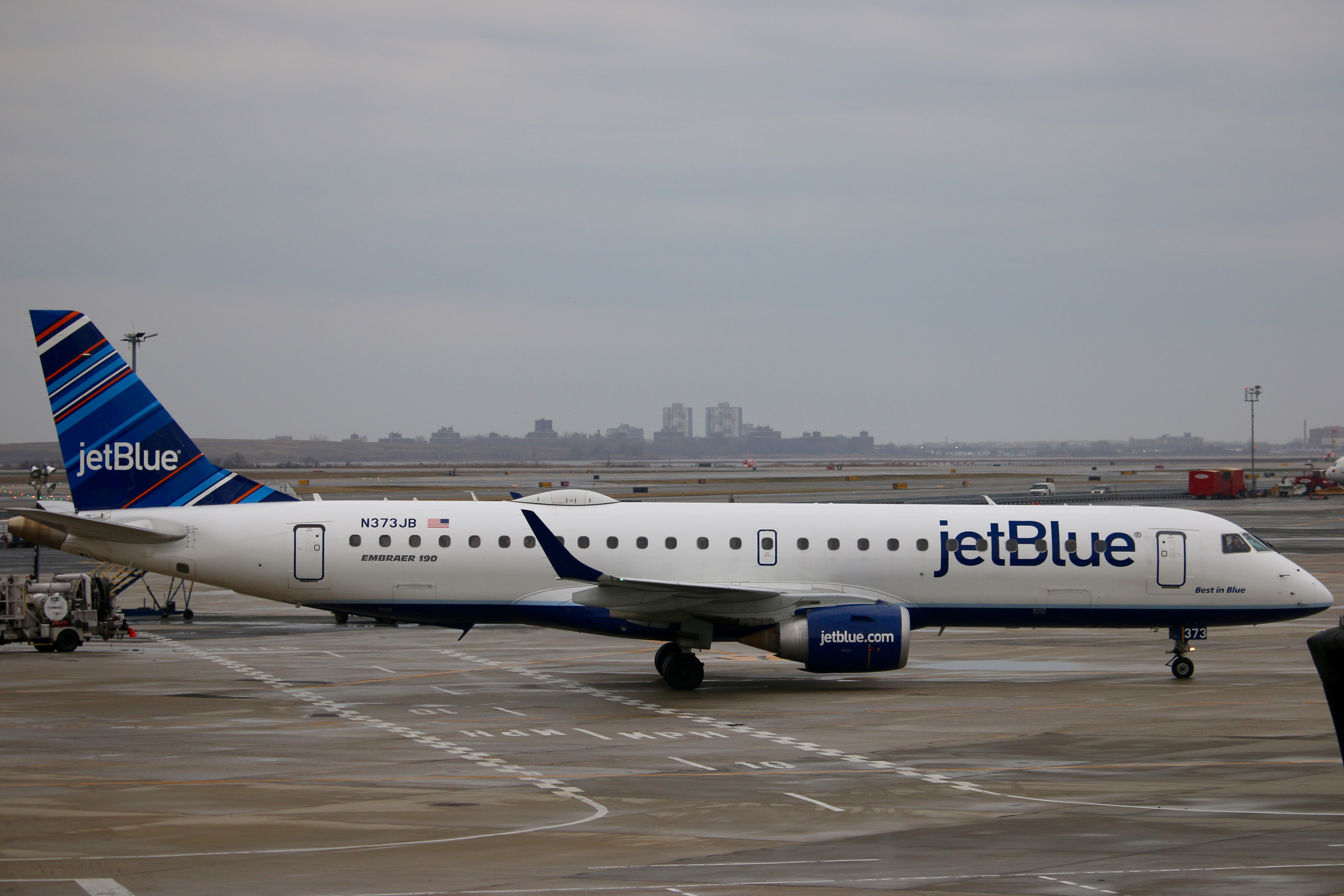
طائرة إمبراير اي 190 تابعة لجيت بلو

اعتبارًا من ديسمبر 2022، تشغل خطوط جيت بلو الطائرات التالية:
| الطائرة              | في الخدمة | مطلوبة | الركاب       | الركاب            | الركاب     | الركاب     | ملاحظات                                                                 |
| الطائرة              | في الخدمة | مطلوبة | رجال الأعمال | السياحية المتميزة | السياحية   | المجموع    | ملاحظات                                                                 |
| -------------------- | --------- | ------ | ------------ | ----------------- | ---------- | ---------- | ----------------------------------------------------------------------- |
| إيرباص إيه 220       | 14        | 86     | —            | 25                | 115        | 140        | حلت محل إمبراير 190 والباقي من طراز إيرباص إيه 320.                     |
| إيرباص إيه 320-200   | 130       | —      | —            | 42                | 108        | 150        |                                                                         |
| إيرباص إيه 320-200   | 130       | —      | —            | 42                | 120        | 162        |                                                                         |
| إيرباص إيه 321       | 63        | —      | 16           | 40                | 102        | 158        |                                                                         |
| إيرباص إيه 321       | 63        | —      | —            | 42                | 158        | 200        |                                                                         |
| إيرباص إيه 321 إل أر | 5         | 9      | 24           | 24                | 90         | 138        |                                                                         |
| إيرباص إيه 321 نيو   | 18        | 41     | 16           | 42                | 102        | 160        | [ 21 ]                                                                  |
| إيرباص إيه 321 نيو   | 18        | 41     | —            | 42                | 158        | 200        |                                                                         |
| إيرباص إيه 321       | —         | 13     | يعلن لاحقًا   | يعلن لاحقًا        | يعلن لاحقًا | يعلن لاحقًا | يبدأ التسليم في 2024. لاستخدامها في الرحلات الطويلة عبر المحيط الأطلسي. |
| إمبراير اي-جت        | 48        | —      | —            | 16                | 84         | 100        | سيتم الاستنغناء عنها بحلول منتصف عام 2025 وستستبدل ب إيرباص إيه 220.    |
| المجموع              | 287       | 152    |              |                   |            |            |                                                                         |